# Samadet
Samadet (gaskonsko Samadèth) je naselje in občina v francoskem departmaju Landes regije Akvitanije. Naselje je leta 2009 imelo 1.040 prebivalcev.

## Geografija
Kraj leži v pokrajini Gaskonji 33 km južno od Mont-de-Marsana.

## Uprava
Občina Samadet skupaj s sosednjimi občinami Arboucave, Bats, Castelnau-Tursan, Clèdes, Geaune, Lacajunte, Lauret, Mauries, Miramont-Sensacq, Payros-Cazautets, Pécorade, Philondenx, Pimbo, Puyol-Cazalet, Sorbets in Urgons sestavlja kanton Geaune s sedežem v Geaunu. Kanton je sestavni del okrožja Mont-de-Marsan.

## Zanimivosti
- cerkev sv. Janeza Krstnika,
- cerkev sv. Julijana,
- pokrajinski muzej fajanse in jedilnega pribora.